# Urnengräberfeld von Jastorf
Das Urnengräberfeld von Jastorf befindet sich zwischen den Bad Bevensener Ortsteilen Jastorf und Klein Hesebeck im Landkreis Uelzen in Niedersachsen. Das vorgeschichtliche Gräberfeld war ein mit Urnen belegter Bestattungsplatz aus der vorrömischen Eisenzeit. Anfang des 20. Jahrhunderts wurde er vom Prähistoriker Gustav Schwantes (1881–1960) archäologisch untersucht. Der Fundort des Gräberfeldes war namengebend für die Jastorf-Kultur.

## Beschreibung
Bei der Fundstelle handelt es sich um eine leichte Anhöhe, die früher mit Heide bestanden war und die heute von Wald bedeckt ist. Sie befindet sich zwischen dem Ufer der Ilmenau und der Straße von Jastorf nach Klein Hesebeck. Das Fundgelände war Ende des 19. Jahrhunderts ungenutzter sandiger Boden, der in der Art von Wölbäckern leicht gewellt war.
Gustav Schwantes grub im Sommer 1897 als 16-jähriger Schüler bei Heidbrack in der Nähe von Bad Bevensen einen Urnenfriedhof aus. In dieser Zeit erfuhr er, dass ein Landwirt im nahe gelegenen Jastorf auf seinem Heidefeld auch alte Urnen entdeckt hatte. Bei einer ersten Nachschau stellte Schwantes großflächig Steinpflasterungen unter der Erdoberfläche fest, was auf Urnengräber deutete. Als er im Herbst 1897 zu systematischen Ausgrabungen zurückkehrte, war der Boden in der Zwischenzeit durchwühlt worden. Nach dem Bekanntwerden von Urnenfunden in Jastorf hatten insbesondere Schulkinder Urnen ausgegraben. Schwantes begann trotzdem mit einer Ausgrabung, da er nicht entdeckte Bestattungen unter den ausgehobenen Sandhaufen vermutete. Bei seinen mehrjährigen Grabungen, die er jeweils in der Ferienzeit vornahm, konnte er 160 Urnen bergen. Die Fundstücke übergab Schwantes zur Untersuchung dem Provinzialmuseum Hannover, das einen Teil der Grabungskosten übernahm. Schwantes schätzte die ursprüngliche Größe des Gräberfeldes auf bis zu 500 Bestattungen in Urnen und als Brandschüttungsgräber.
Als Bestattungsurnen wurden häufig beschädigte Tongefäße verwendet, bei denen ein Henkel fehlte oder deren Boden schadhaft war. Die Verzierung bestand oft aus dem Wechsel von glatten und rauen Flächen oder aus eingeritzten Linien. Die Urnen enthielten sorgfältig von Kohle und Asche gesäuberten Leichenbrand. Die Urnen waren jeweils mit einer Tonschale abgedeckt. Viele Urnen waren zum Schutz ringsherum mit einem Steinmantel umgeben. Es gab relativ wenige Beigefäße, die jeweils nur Erde enthielten. Oberhalb der Urnen war eine geringe bis ausgedehnte Bodenpflasterung vorhanden, die sich vor allem im Südosten des Gräberfeldes fand. Zu den Fundstücken aus Metall, die jeweils oben auf den Leichenbrand der Urne gelegt waren, gehörten Gürtelhaken, Plattenfibeln, Kropfnadeln, Ohrringe sowie Arm- und Halsringe.